# Alpha Equulei
Désignations
Alpha Equulei (α Equ / α Equulei) est l'étoile la plus brillante de la constellation du Petit Cheval. Elle porte également le nom traditionnel Kitalpha, officialisé par l'Union Astronomique Internationale le 21 août 2016.
C'est une étoile binaire spectroscopique composée d'une géante jaune de type spectral G7III et d'une étoile blanche de la séquence principale de type spectral kA3hA4mA9 qui est une étoile chimiquement particulière de type Am. La magnitude apparente du système est de 3,92. Elle est à environ 186 années-lumière de la Terre.

## Nomenclature
α Equulei (latinisé en Alpha Equulei) est une désignation de Bayer.
L'étoile porte le nom traditionnel Kitalpha (rarement Kitel Phard ou Kitalphar), une contraction du nom arabe قطعة الفرس qiṭ'a (t) al-faras signifiant "un morceau de cheval". En 2016, l'Union astronomique internationale a organisé un groupe de travail sur les noms d'étoiles (WGSN) pour cataloguer et normaliser les noms propres des étoiles. Le WGSN a approuvé le nom Kitalpha pour cette étoile le 21 août 2016 et il est maintenant inscrit dans le catalogue des noms d'étoiles de l'UAI.
En chinois, 虚宿 (Xū Sù), qui signifie vacuité, est un astérisme composé d'Alpha Equulei et de Beta Aquarii. Par conséquent, le nom chinois (en) d'Alpha Equulei lui-même est 虛宿二 (Xū Sù èr, en français : la deuxième étoile du vide).